# Château de San Miguel (Garachico)
Pour les articles homonymes, voir San Miguel.
Le château de San Miguel, en espagnol Castillo de San Miguel, est une ancienne forteresse militaire située dans le village de Garachico (Tenerife, îles Canaries, Espagne).

## Histoire
Il est construit entre 1575 et 1577 sur ordre de Philippe II d'Espagne pour protéger Garachico des attaques de pirates. Cette ville était, à cette époque, la capitale commerciale et le principal port de l'île de Tenerife.